# Phyllachora anceps
Phyllachora anceps är en svampart som beskrevs av Sacc. 1890. Phyllachora anceps ingår i släktet Phyllachora och familjen Phyllachoraceae.   Inga underarter finns listade i Catalogue of Life.